# Graffe napoletane
Le graffe napoletane sono simili a ciambelle fritte ricoperte di zucchero con una base di farina e patate. Tipiche della cucina campana, vengono di solito preparate nel periodo del carnevale anche se sono reperibili durante tutto l'anno.

## Storia
L’arrivo di questi dolci in Campania si fa risalire al periodo della dominazione austriaca, in seguito al trattato di Utrecht, nel corso del XVIII secolo. Le graffe, infatti, sono una rielaborazione dei Krapfen tedeschi, piccoli impasti fritti ripieni di confettura.

## Etimologia
Le graffe non vanno confuse con il krapfen austro-tedesco, ma i due dolci hanno comunque una parentela etimologica. Secondo dizionari quali DELI e Gradit, il termine graffa (o grappa), come krapfen deriva infatti dal longobardo krapfo (krappa in gotico) ovvero uncino. Nel tedesco antico la parola era utilizzata per indicare l'aspetto che la frittella di pasta dolce assumeva in origine.

## Lievitazione
La lievitazione dell'impasto delle graffe napoletane è scomposta in quattro momenti diversi, di due ore circa ciascuno. Il rispetto di questi tempi è fondamentale per ottenere la consistenza soffice finale delle ciambelle.